# Jan Jacobsen

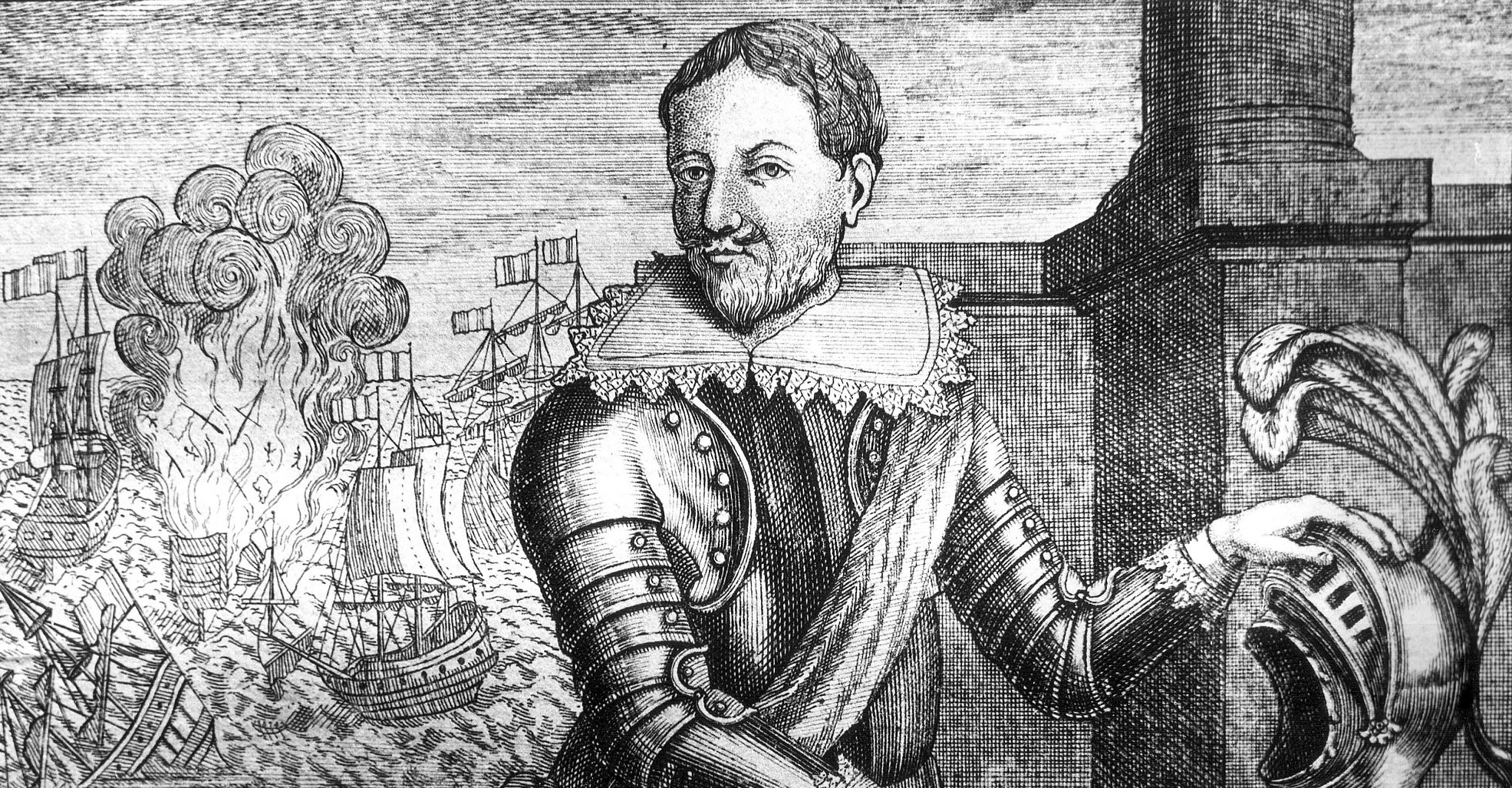
Jan Jacobsen

Jan Jacobsen (1588/89 – 1622) was een Vlaamse zeekapitein en Duinkerker kaper tijdens de Tachtigjarige Oorlog . Hij werd een postume held toen hij, na meer dan 13 uur tegen een vijandelijke vloot te hebben gevochten, zijn eigen schip vernietigde in plaats van zich over te geven.

## Biografie
Hij was de zoon van admiraal Michiel Jacobsen en oudoom van Jean Bart . Op 3 oktober 1622 vertrok Jacobsen vanuit Oostende op zijn eerste expeditie als kapitein van een van de fregatten van de koning . Zijn schip maakte deel uit van een vloot van drie schepen, met de bedoeling het Nederlandse Baltische konvooi op te sporen, vergezeld van de Spaanse kapers Pedro de la Plesa en Juan Garcia . Jacobsen kon de Nederlandse blokkades die voor de Vlaamse kust patrouilleerden niet ontwijken en was al snel verwikkeld in een lopend gevecht met negen Nederlandse oorlogsschepen dat dertien uur zou duren. Hij schakelde er twee uit voordat hij uiteindelijk tot staan werd gebracht met zijn mast, roer en roeiriemen weggeschoten.
De Nederlanders riepen Jacobsen op zich over te geven en boden kwartier aan, maar in plaats van een schip van de koning in handen van de vijand te laten vallen, liet hij zijn kruitopslag ontploffen. Daarbij verlamde hij de twee Nederlandse schepen langszij en veroorzaakte aanzienlijk verlies van mensenlevens daar aan boord, maar ten koste van zichzelf, zijn schip en veel van wat er nog over was van zijn bemanning. Volgens de eerste berichten had Jacobsen het lont zelf in het kruit gegooid, maar in ten minste één later verslag werd vermeld dat hij in zijn dij was geschoten en het bevel aan een van zijn mannen gaf. Overlevenden van zijn 170-koppige bemanning die werden opgepakt, werden als piraten opgehangen.
Dit incident was vergelijkbaar met de Engelse admiraal Sir Richard Grenville and the Revenge en creëerde een mystiek rond Duinkerkerkers, en de figuur van Jacobsen in het bijzonder, aan het begin van de tweede fase (1621-1648) van de Tachtigjarige Oorlog. De gebeurtenis werd gerapporteerd in toenmalige kranten, zoals Nieuwe Tijdinghen gedrukt in Antwerpen, en was het onderwerp van minstens één eigentijds lied, Kapiteyn Jacobus, die Jacobsen  met Simson vergeleek.

## Verder lezen
- Geil, Pieter. Nederland in de zeventiende eeuw . Londen: Ernst Benn Limited, 1964.
- Geyl, Pieter en Stanley Thomas Bindoff. Nederland verdeeld (1609-1648) . Londen: Williams & Norgate, 1936.